# Kuranža
Kuranža è un centro abitato della Russia.